# Insurgência islâmica na Arábia Saudita
A insurgência na Arábia Saudita é um conflito armado na Arábia Saudita entre combatentes islâmicos radicais, supostamente associadas com a rede terrorista al-Qaeda, contra a Casa de Saud, que controla o país. Seus objetivos incluem atacar civis estrangeiros, principalmente ocidentais de países aliados do regime saudita e assim como os civis e forças de segurança sauditas. A insurgência atual começou em 2000 e se intensificou em 2003, relembrando ataques ocorridos no país desde 1995.